# De bron der goden
De bron der goden is het zesde stripalbum uit de reeks Johan en Pirrewiet. Het gaat verder op het verhaal De eed der Vikingen. In dit verhaal wordt vooral het karakter van Pirrewiet steeds meer uitgediept. Het verscheen voor het eerst in 1956 in de nummers 951 tot en met 971 van weekblad Spirou. Het album volgde in 1957.

## Verhaal
Johan en Pirrewiet verlaten Snoeland met een drakar bestuurd door Vikingen. Een zware storm gooit hen overboord. Na enkele dagen op zee stranden ze uitgeput op de kust waar ze worden geholpen door een arm en zwak gezin. Dat wordt de volgende dag bedreigd door een wrede man. Johan schiet te hulp, maar het probleem is erger dan dat: de wreedaard behoort tot de mannen van Gulbrand die het hele dorp heeft ingepalmd. Het dorp is namelijk betoverd door een heks waardoor alle inwoners slap werden. Ze noemen zich dan ook de Slappelingen. Gulbrand heeft hiervan misbruik gemaakt om dit volk tot zijn slaven te maken. Johan wil een eind maken aan die wantoestanden, maar dat kan alleen door de Slappelingen te laten drinken van het water uit de bron der goden. Aangezien de Slappelingen dit niet zelf kunnen halen, besluit Johan met Pirrewiet op stap te gaan.
Na lang zoeken vinden ze de bron die wordt beschermd door een reus die zichzelf uitschakelt en een oude, chagrijnige man met slangen als huisdieren. Pirrewiet weet op zijn gevoelens in te spelen en hij staat toe om wat water mee te nemen. Bij het terugkeren worden Johan en Pirrewiet gehinderd door mannen van Gulbrand, ingelicht door een verrader onder de Slappelingen. Johan en Pirrewiet stelen hun paarden en snellen naar de Slappelingen. Die worden direct oersterk door het water. Gulbrand probeert hen nog aan te vallen, maar tevergeefs: de Slappelingen onderwerpen Gulbrand en de verrader, die geen water krijgt. Uiteindelijk worden de rollen omgedraaid: Gulbrand wordt de slaaf van de oud-Slappelingen.